# Rosa Radom
Hydro Truck Radom – polski klub koszykarski z Radomia. Po raz pierwszy klub zaprezentował się w sezonie 2003/2004. Do sezonu 2009/2010 występował on pod nazwą Rosasport Radom. Zdobywca Pucharu Polski (2015/2016), Superpucharu Polski (2016) oraz wicemistrzostwa Polski.

## Nazwy
- MKS Rosabud Piotrówka Radom (2003–2007)
- RosaSport Radom (2007–2010)
- KS Rosa Radom (2010–2012)
- ROSA Radom (2012–2019)
- HydroTruck Radom (od 2019)

## Hala

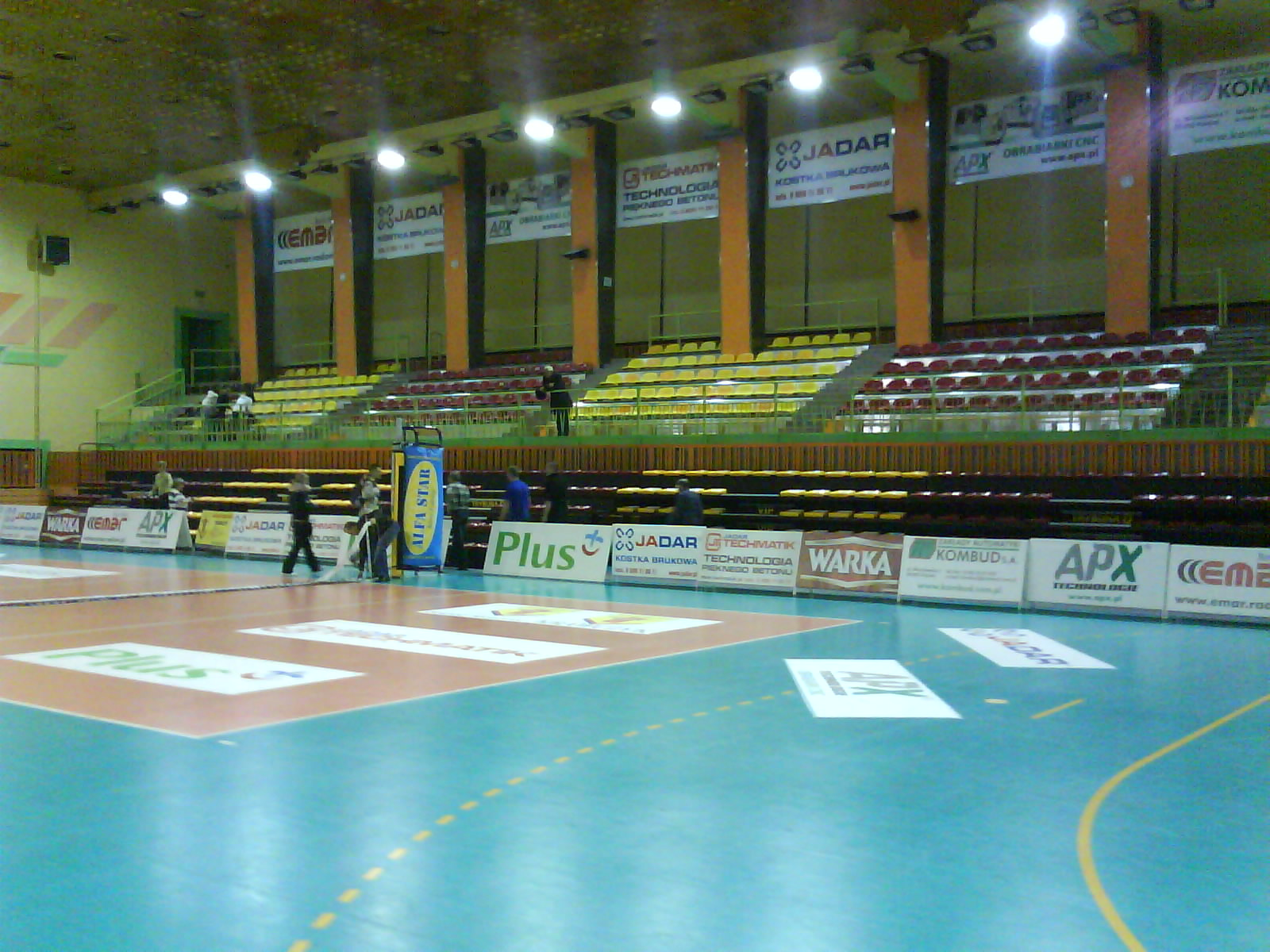
Hala MOSiR

Początkowo Rosa rozgrywała swoje mecze na hali Zespołu Szkół Ekonomicznych w Radomiu – Od 2009 przenieśli się na halę sportową MOSiR, wyposażoną w nowe krzesełka i rozkładaną trybunę. Hala może pomieścić około 2 500 widzów.

## Sztab trenerski

### I trenerzy
- 2003–2006 – Robert Bartkiewicz
- 2006–2011 – Piotr Ignatowicz
- 2011–2012 – Mariusz Karol
- 2012-2018 – Wojciech Kamiński
- od 2018 – Robert Witka

### II trenerzy
- 2006–2007 – Piotr Ignatowicz
- 2007–2008 – Robert Bartkiewicz
- 2009-2015 – Marek Łukomski
- 2015–2017 – Piotr Kardaś
- aktualnie Łukasz Jakóbczak i Wojciech Rogowski

## Sukcesy
Krajowe
- Mistrzostwa Polski:
  -  Wicemistrz Polski (1x): 2016
- Puchar Polski
  -  Zwycięzca (1x): 2016
  -  Finalista (1x): 2015
- Superpuchar Polski
  -  Zwycięzca (1x): 2016
  -  Finalista (1x): 2015

## Nagrody i wyróżnienia

### PLK
| MVP Pucharu Polski - C.J. Harris (2016) Najlepszy Polski Zawodnik PLK - Michał Sokołowski (2018) Najlepszy Młody Zawodnik PLK - Damian Jeszke (2015) Największy Postęp PLK - Daniel Szymkiewicz (2016) | Najlepszy Polski Debiutant PLK - Artur Donigiewicz (2013) Najlepszy w obronie PLK - Michał Sokołowski (2016, 2017) Najlepszy Trener PLK - Wojciech Kamiński (2014) I skład PLK - Michał Sokołowski (2017, 2018) | Uczestnicy meczu gwiazd NBL – mecz gwiazd PLK vs NBL rozgrywany w latach 2013–2014 - Korie Lucious (2014 – NBL) - Jakub Dłoniak (2014 – NBL) Uczestnicy konkursu wsadów PLK * – puchar Polski - Ryan Harrow (2018)* |

### I liga
| MVP meczu gwiazd I ligi - Piotr Kardaś (2011) I skład I ligi - Filip Zegzuła (2017) | Uczestnicy meczu gwiazd I ligi - Jakub Zalewski (2011) - Piotr Kardaś (2011) Uczestnicy konkursu wsadów I ligi - Emil Podkowiński (2011) - Artur Donigiewicz (2011) Uczestnicy konkursu rzutów za 3 punkty I ligi - Jakub Zalewski (2011) |

## Skład 2018/2019
Stan na 12 marca 2019, na podstawie.
| Nr | Poz. | Nar.              | Nazwisko i imię         | Data urodzenia | Wzrost | Masa ciała |
| -- | ---- | ----------------- | ----------------------- | -------------- | ------ | ---------- |
| 23 | SG   | Gruzja            | Sanadze, Duda           | 1992-07-25     | 197 cm |            |
| 1  | SG   | Stany Zjednoczone | Neal, Cullen            | 1994-03-18     | 194 cm |            |
| 15 | C    | Polska            | Bogucki, Adrian         | 1999-11-18     | 215 cm |            |
| 4  | PG   | Polska            | Piechowicz, Marcin      | 1993-03-19     | 198 cm |            |
| 7  | C/F  | Polska            | Tyszka, Krystian        | 1998-04-07     | 199 cm |            |
| 10 | G    | Polska            | Zegzuła, Filip          | 1994-12-29     | 188 cm |            |
| 11 | PG   | Stany Zjednoczone | Trotter, Obadiah Nelson | 1984-02-09     | 185 cm |            |
| 0  | C    | Stany Zjednoczone | Williams, Jarvis        | 1993-01-21     | 203 cm |            |
| 13 | C/F  | Polska            | Szymański, Szymon       | 1996-01-04     | 205 cm |            |
| 16 | PF   | Polska            | Wall, Daniel            | 1982-03-02     | 196 cm |            |
| 22 | C/F  | Finlandia         | Lindbom, Carl           | 1991-11-10     | 206 cm |            |
| 25 | C/F  | Polska            | Wątroba, Wojciech       | 1997-02-17     | 210 cm |            |
| 30 | G    | Polska            | Szczypiński, Mateusz    | 1998-05-08     | 194 cm |            |
| 33 | SF   | Polska            | Mielczarek, Artur       | 1984-01-25     | 196 cm |            |
| 34 | PF   | Polska            | Bonarek, Łukasz         | 1993-08-14     | 201 cm |            |
| 9  | SG   | Polska            | Ziółko, Norbert         | 1999-02-27     | 189 cm |            |
| 32 | SG   | Polska            | Walski, Szymon          | 2000-03-27     | 205 cm |            |

Trener:  Robert Witka
 Asystenci: Konrad Kaźmierczyk

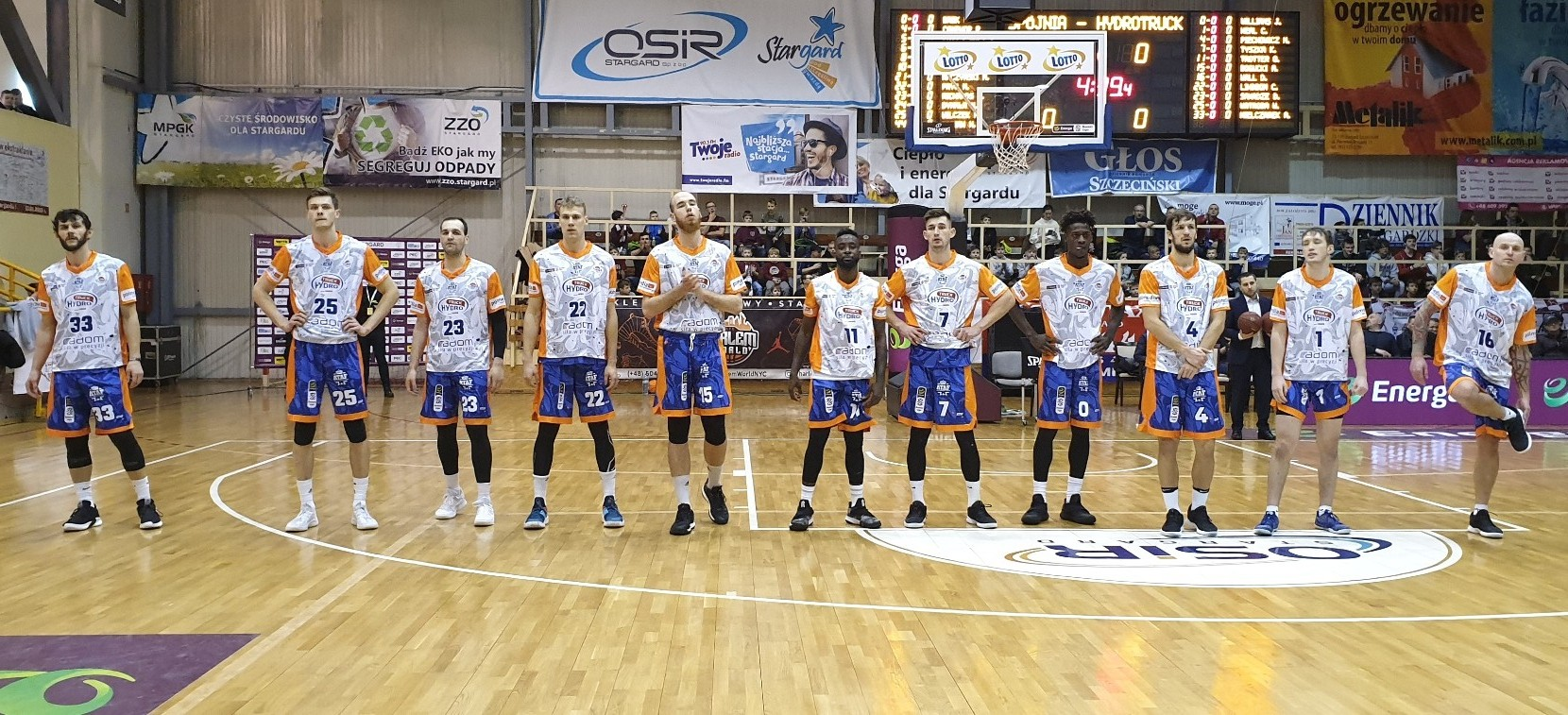
Rosa Radom (10.03.2019)

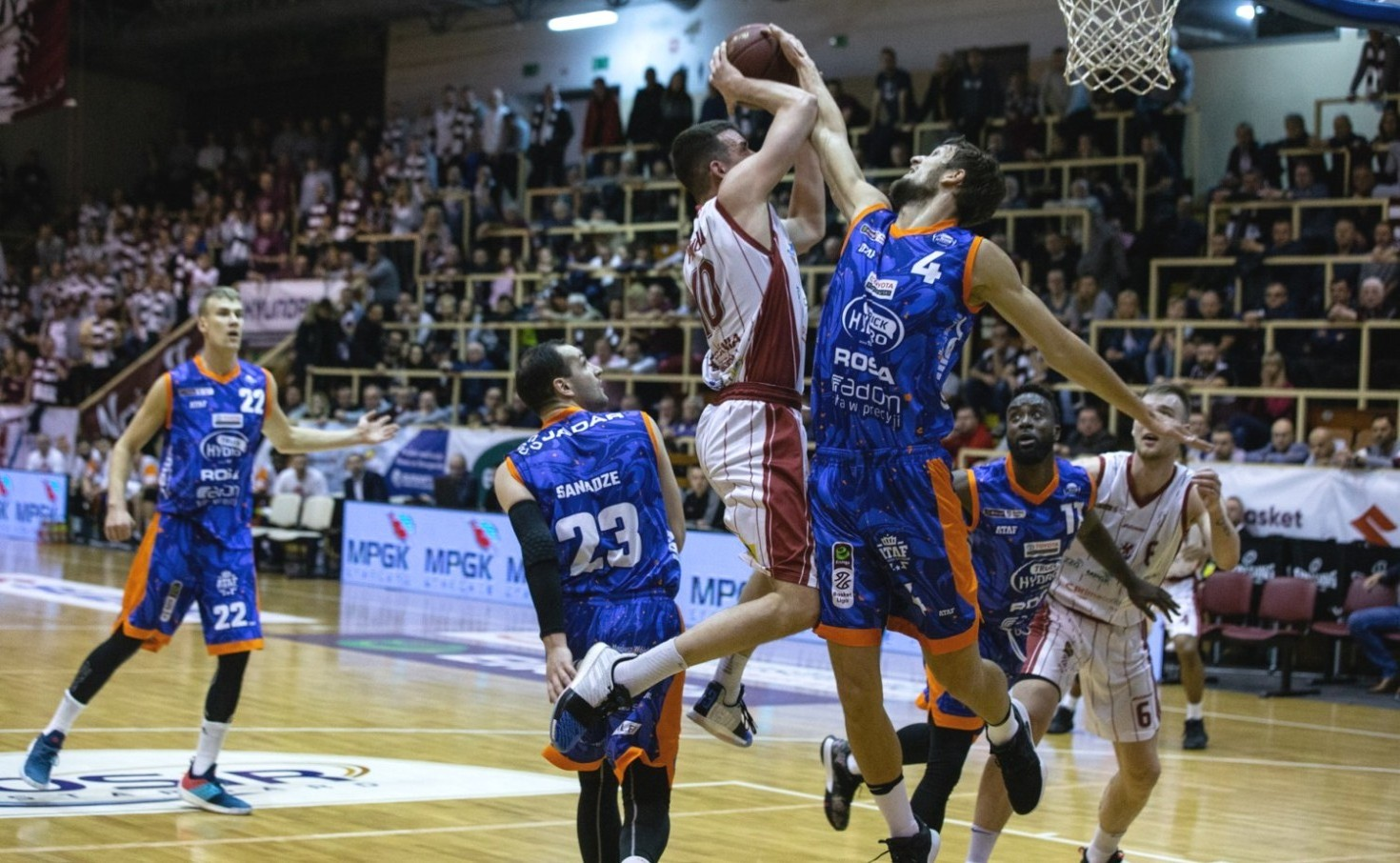
Rosa Radom w Stargardzie

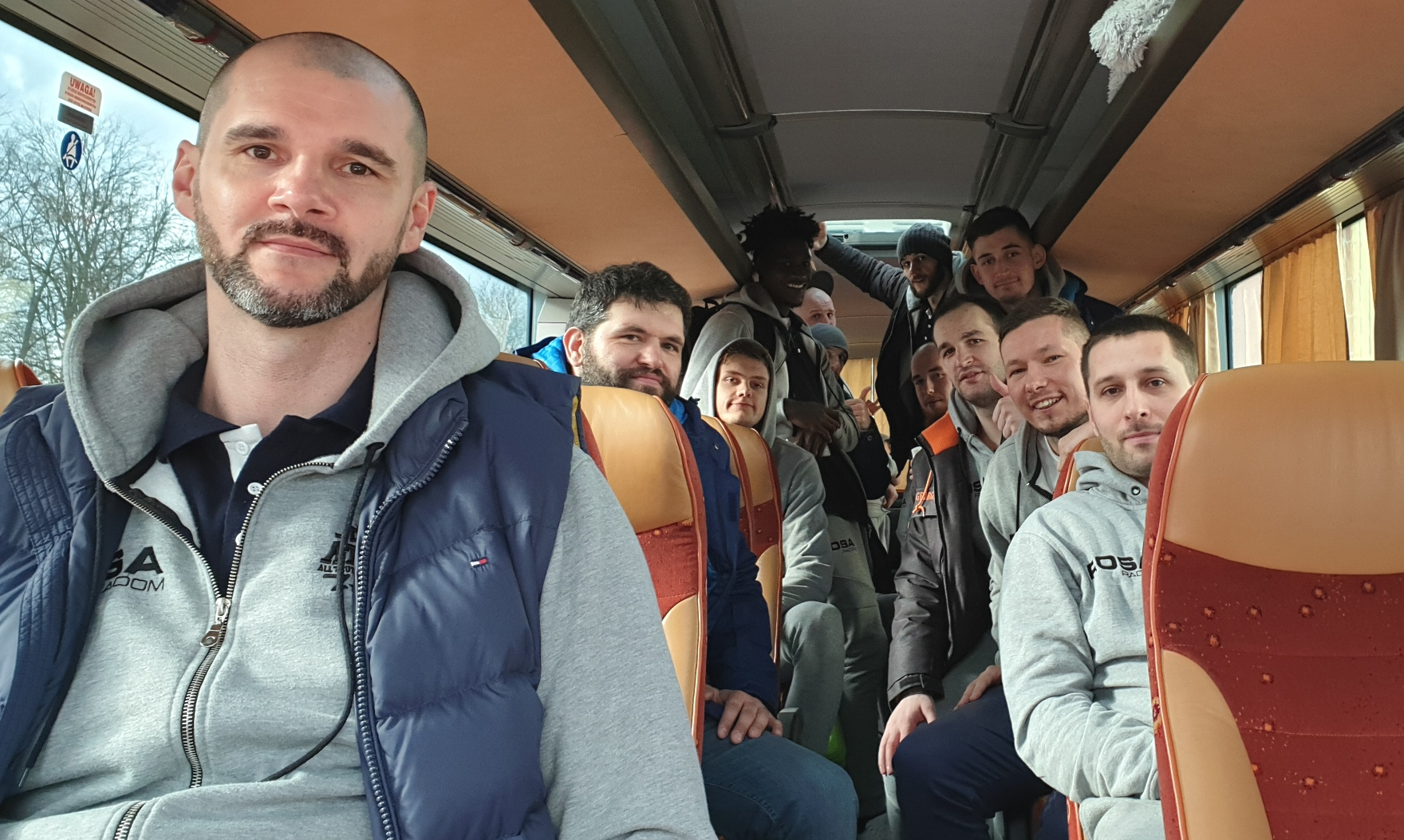
Rosa Radom (10.03.2019)

Odeszli: Patrik Auda, A.J. English, Robert Witka (został trenerem ROSY), Maciej Bojanowski (Miasto Szkła Krosno), Ihor Zajcew, Michael Fraser, Michał Sokołowski (Stelmet), Ryan Harrow, Hanner Mosquera-Perea, Jakub Parzeński
Przybyli: Cullen Neal (Liga akademicka USA), Artur Mielczarek (Trefl), Hanner Mosquera-Perea (Liga Australijska), Łukasz Bonarek (powrót z wypożyczenia do Czarnych Słupsk), Daniel Wall (Czarni Słupsk), Obadiah Nelson „Obie” Trotter (Polski Cukier), Carl Lindbom (Vroskovica Osijek), Duda Sanadze (San Sebastian Gipuzkoa Basket), Adrian Bogucki (Miasto Szkła Krosno), Jarvis Williams (Caen Basket Calvados)

## Obcokrajowcy
Stan na 2 września 2020.

- Nikola Vasojević  (2012−2013)
- Kim Adams  (2012–2017)
- Slaviša Bogavac  (2012−2013)
- Slaven Čupković  (2012−2013)
- Ronald Dorsey  (2012−2013)
- J.J. Montgomery  (2012−2013)
- Nic Wise  (2012−2013)
- Kirk Archibeque  (2013–2014)
- Elijah Johnson  (2013–2014)
- Korie Lucious  (2013–2014)
- Danny Gibson  (2014–2015)
- Uroš Mirković  (2014–2015)
- Mike Taylor  (2014–2015)
- John Turek  (2014–2015)
- Seid Hajrić / (2015–2016)
- C.J. Harris  (2015–2016)
- Torey Thomas  (2015–2016)
- Ihor Zajcew  (od 2015)
- Ryan Harrow  (2016–2017)
- Darnell Jackson  (2016–2017)
- Jordan Callahan  (2016–2017)
- Gary Bell  (2016–2017)
- Tyrone Brazelton  (2016–2017)
- Kevin Punter  (2017–2018)
- Patrik Auda  (2017–2018)
- Ryan Harrow  (2017–2018)
- Michael Fraser  (2018)
- A.J. English  (2018)
- Hanner Mosquera-Perea  (2018)
- Cullen Neal  (2018–2019)
- Carl Lindbom  (2018-2020)
- Obie Trotter / (2018-2020)
- Jarvis Williams  (2019)
- Duda Sanadze  (2019)
- Efe Odigie / (2019)
- Roderick Camphor  (2019–2020)
- Dayon Griffin  (od 2020)
- Nickolas Neal  (od 2020)
- Danilo Ostojić  (od 2020)
- Brett Prahl  (od 2020)

## Historia

### Sezon 2009/2010
W sezonie 2009/2010 Rosasportu miał do zrealizowania cel, awans do I ligi. Pierwsza runda rozgrywek II ligi grupy C zakończyła się dla radomian bez przegranego meczu. Początek drugiej rundy to słabsze występy przeciwko m.in. Wiśle Kraków. Największym sukcesem w historii klubu okazał się ćwierćfinał Pucharu Polski, kiedy klub przegrał z mistrzem Polski, Asseco Prokomem Gdynią. Wcześniej jednak Rosa wyeliminowała Trefl Sopot. Podczas derbów z AZS Radom Rosa przegrała. Była to jedyna ligowa porażka. Po zakończonej rundzie radomianie z pierwszym miejscem, przystąpili do fazy play-off. Naprzeciw stanęli akademicy z Radomia. Zwycięstwo 2:0 w rywalizacji otworzyło Rosie końcową prostą do ostatniej rundy. W finale Rosa również 2:0 pokonała Unię Tarnów, jednocześnie zapewniając sobie awans do gry w zapleczu PLK.
Skład na sezon 2009/2010
| Numer | Imię i Nazwisko   | Data Urodzenia      | Wzrost | Pozycja           | Narodowość |
| 4     | Tomasz Sosnowik   | 22 stycznia 1983    | 202    | środkowy          | Polska     |
| 5     | Piotr Kardaś      | 7 października 1978 | 182    | rozgrywający      | Polska     |
| 6     | Konrad Kapturski  | 23 listopada 1983   | 197    | skrzydłowy        | Polska     |
| 9     | Artur Donigiewicz | 16 sierpnia 1984    | 185    | rzucający obrońca | Polska     |
| 8     | Maciej Maj        | 3 października 1988 | 201    | silny skrzydłowy  | Polska     |
| 10    | Paweł Wiekiera    | 14 stycznia 1978    | 206    | skrzydłowy        | Polska     |
| 17    | Tomasz Wróbel     | 22 stycznia 1985    | 179    | rozgrywający      | Polska     |
| 11    | Karol Muszyński   | 4 kwietnia 1991     | -      | rzucający obrońca | Polska     |
| 19    | Michał Nikiel     | 8 lipca 1983        | 205    | środkowy          | Polska     |
| 13    | Jakub Zalewski    | 21 czerwca 1986     | 183    | rzucający obrońca | Polska     |
| 15    | Emil Podkowiński  | 9 maja 1988         | 194    | skrzydłowy        | Polska     |
| 21    | Konrad Michałek   | 17 stycznia 1991    | -      | rzucający obrońca | Polska     |
| 16    | Jakub Garbacz     | 17 marca 1994       | -      | silny skrzydłowy  | Polska     |

### Sezon 2010/2011
Zespół beniaminka I ligi przystąpił do rozgrywek pod nową nazwą KS Rosa Radom. Wizerunek klubu odmienił się nie do poznania. Kontrakt z klubem podpisał Robert Cetnar oraz Michał Przybylski. Zespół opuścili: Jakub Garbacz (SMS Cetniewo), Karol Muszyński oraz Konrad Michałek. Zmieniły się również stroje meczowe. W sparingach Rosa przegrała z Siarką Tarnobrzeg oraz Startem Lublin. Wcześniej jednak Rosa na własnym parkiecie wygrała z zespołem z Lublina. Kolejnym sprawdzianem był dla zespołu Rosy Memeoriał im. Alfonsa Wicherka, w którym pokonali ŁKS Łódź, Spójnię Stargard Szczeciński oraz Tura Bielsk Podlaski, ostatecznie zwyciężając w całym memoriale. Kolejne sparingi Rosa rozegrała z Astorią Bydgoszcz. Kolejne dwa spotkania Radomianie rozegrali ze Spójnią, dwukrotnie wygrywając. po zaskakująco udanym sezonie zasadniczym zespół beniaminka z Radomia okrzyknięto sensacją rozgrywek, a niektórzy stawiali radomian nawet w walce o awans do TBL. Jednak po pierwszej rundzie Play-off Rosa przegrała 2-0 rywalizację z ŁKS Łódź, który potem zapewnił sobie awans do występów w najwyższej klasie rozgrywkowej. Ostatecznie Rosa zajęła 5 miejsce w tabeli.
Skład na sezon 2010/2011
| Numer | Imię i Nazwisko    | Data Urodzenia       | Wzrost | Pozycja                            | Narodowość |
| 4     | Tomasz Sosnowik    | 22 stycznia 1983     | 205    | środkowy                           | Polska     |
| 5     | Piotr Kardaś C     | 7 października 1978  | 182    | rozgrywający                       | Polska     |
| 8     | Maciej Maj         | 3 października 1988  | 202    | silny skrzydłowy                   | Polska     |
| 9     | Artur Donigiewicz  | 16 sierpnia 1984     | 189    | rzucający obrońca niski skrzydłowy | Polska     |
| 10    | Paweł Wiekiera     | 14 stycznia 1978     | 205    | silny skrzydłowy                   | Polska     |
| 11    | Dominik Wólczyński | 4 marca 1990         | 179    | rozgrywający                       | Polska     |
| 13    | Jakub Zalewski     | 21 czerwca 1986      | 183    | rzucający obrońca                  | Polska     |
| 14    | Michał Przybylski  | 13 marca 1984        | 194    | rzucający obrońca                  | Polska     |
| 15    | Emil Podkowiński   | 9 maja 1988          | 194    | niski skrzydłowy                   | Polska     |
| 19    | Michał Nikiel      | 8 lipca 1983         | 181    | rozgrywający                       | Polska     |
| 22    | Alan Urbaniak      | 16 listopada 1985    | 179    | rozgrywający                       | Polska     |
| 23    | Konrad Kapturski   | 23 listopada 1983    | 197    | niski skrzydłowy silny skrzydłowy  | Polska     |
| 25    | Robert Cetnar      | 14 marca 1988        | 198    | niski skrzydłowy                   | Polska     |
| 21    | Paweł Piros        | 28 października 1988 | 182    | rzucający obrońca                  | Polska     |
| 24    | Hubert Radke       | 25 października 1980 | 208    | Center                             | Polska     |

### Sezon 2011/2012
Skład sezon 2011/2012
| nr | pozycja | wzrost | nar.   | imię i nazwisko   |
| -- | ------- | ------ | ------ | ----------------- |
| 5  | PG      | 182 cm | Polska | Piotr Kardaś C    |
| 9  | SG      | 189 cm | Polska | Artur Donigiewicz |
| 8  | PF      | 200 cm | Polska | Maciej Maj        |
| 10 | C       | 205 cm | Polska | Paweł Wiekiera    |
| 13 | SG      | 183 cm | Polska | Jakub Zalewski    |
| 15 | PF      | 195 cm | Polska | Emil Podkowiński  |
| 19 | C       | 205 cm | Polska | Michał Nikiel     |
| 23 | PF      | 197 cm | Polska | Konrad Kapturski  |
| 25 | SF/PF   | 197 cm | Polska | Robert Cetnar     |
| 21 | SG      | 182 cm | Polska | Paweł Piros       |
| 41 | PF/C    | 204 cm | Polska | Tomasz Pisarczyk  |
| 42 | C       | 208 cm | Polska | Hubert Radke      |
| 45 | PG/SG   | 183 cm | Polska | Iwo Kitzinger     |

### Sezon 2012/2013
| Nr | Poz. | Nar.              | Nazwisko i imię      | Data urodzenia | Wzrost | Masa ciała |
| -- | ---- | ----------------- | -------------------- | -------------- | ------ | ---------- |
| 21 | C/F  | Stany Zjednoczone | Adams, Kim           | 1982-02-08     | 201 cm | 105 kg     |
| 43 | F    | Serbia            | Bogavac, Slaviša     | 1980-04-10     | 200 cm | 100 kg     |
| 15 | SF   | Polska            | Bogdanowicz, Paweł   | 1987-03-04     | 197 cm | 95 kg      |
| 8  | PF   | Serbia            | Čupković, Slaven     | 1988-06-23     | 204 cm | 105 kg     |
| 14 | SG   | Polska            | Donigiewicz, Artur   | 1983-08-16     | 187 cm | 78 kg      |
| 7  | SF   | Stany Zjednoczone | Dorsey, Ronald       | 1983-11-02     | 197 cm | 93 kg      |
| 20 | C/F  | Polska            | Jarmakowicz, Mateusz | 1988-06-08     | 208 cm | 102 kg     |
| 5  | PG   | Polska            | Kardaś, Piotr        | 1978-10-07     | 182 cm | 88 kg      |
| 4  | G/F  | Stany Zjednoczone | Montgomery, Jeremy   | 1982-03-28     | 193 cm | 99 kg      |
| 19 | C    | Polska            | Nikiel, Michał       | 1983-07-08     | 205 cm | 106 kg     |
| 6  | C    | Polska            | Radke, Hubert        | 1980-10-25     | 207 cm | 108 kg     |
| 24 | PG   | Polska            | Schenk, Jakub        | 1994-07-29     | 185 cm | 82 kg      |
| 10 | PG   | Stany Zjednoczone | Wise, Nic            | 1987-09-08     | 178 cm | 82 kg      |
| 13 | SG   | Polska            | Zalewski, Jakub      | 1986-06-21     | 184 cm | 80 kg      |

Trener:  Wojciech Kamiński (trener koszykarski)
 Asystenci: Marek Łukomski, Karol Gutkowski

### Sezon 2013/2014
| Nr | Poz. | Nar.              | Nazwisko i imię  | Data urodzenia | Wzrost | Masa ciała |
| -- | ---- | ----------------- | ---------------- | -------------- | ------ | ---------- |
| 21 | C/F  | Stany Zjednoczone | Adams, Kim       | 1982-02-08     | 201 cm | 105 kg     |
| 41 | C    | Stany Zjednoczone | Archibeque, Kirk | 1984-09-27     | 205 cm | 113 kg     |
| 24 | G/F  | Polska            | Dłoniak, Jakub   | 1983-10-29     | 194 cm | 94 kg      |
| 35 | F    | Polska            | Jeszke, Damian   | 1995-02-06     | 202 cm |            |
| 5  | PG   | Polska            | Kardaś, Piotr    | 1978-10-07     | 182 cm | 88 kg      |
| 11 | PG   | Stany Zjednoczone | Lucious, Korie   | 1989-11-05     | 180 cm | 77 kg      |
| 9  | PG   | Polska            | Łączyński, Kamil | 1989-04-17     | 183 cm |            |
| 15 | SF   | Polska            | Majewski, Łukasz | 1982-10-30     | 198 cm | 85 kg      |
| 7  | PF   | Polska            | Michalski, Kamil | 1994-03-08     | 200 cm |            |
| 6  | C    | Polska            | Radke, Hubert    | 1980-10-25     | 207 cm | 108 kg     |
| 24 | PG   | Polska            | Schenk, Jakub    | 1994-07-29     | 185 cm | 82 kg      |
| 10 | C    | Polska            | Sobuta, Łukasz   | 1992-02-07     | 209 cm |            |
| 8  | PF   | Polska            | Witka, Robert    | 1981-07-27     | 205 cm | 105 kg     |
| 13 | SG   | Polska            | Zalewski, Jakub  | 1986-06-21     | 184 cm | 80 kg      |

Trener:  Wojciech Kamiński (trener koszykarski)
 Asystenci: Marek Łukomski

### Sezon 2017/2018
Stan na 21 marca 2018.
| Nr | Poz. | Nar.              | Nazwisko i imię      | Data urodzenia | Wzrost | Masa ciała |
| -- | ---- | ----------------- | -------------------- | -------------- | ------ | ---------- |
| 1  | PF   | Czechy            | Auda, Patrik         | 1989-08-29     | 206 cm |            |
| 2  | G    | Polska            | Ziółko, Norbert      | 1999-02-27     | 190 cm |            |
| 3  | PG   | Stany Zjednoczone | English, A.J.        | 1992-07-10     | 192 cm |            |
| 4  | PG   | Polska            | Piechowicz, Marcin   | 1993-03-19     | 198 cm |            |
| 8  | PF   | Polska            | Witka, Robert        | 1981-07-27     | 205 cm |            |
| 9  | SF   | Polska            | Bojanowski, Maciej   | 1996-05-20     | 200 cm |            |
| 10 | G    | Polska            | Zegzuła, Filip       | 1994-12-29     | 188 cm |            |
| 13 | C/F  | Polska            | Szymański, Szymon    | 1996-01-04     | 205 cm |            |
| 14 | C/F  | Ukraina           | Zajcew, Ihor         | 1989-05-11     | 210 cm |            |
| 21 | C/F  | Kanada            | Fraser, Michael      | 1984-06-28     | 203 cm | 111 kg     |
| 22 | G    | Polska            | Szymkiewicz, Daniel  | 1994-11-02     | 193 cm |            |
| 24 | G/F  | Polska            | Sokołowski, Michał   | 1992-12-11     | 196 cm |            |
| 30 | G    | Polska            | Szczypiński, Mateusz | 1998-05-08     | 194 cm |            |
| 38 | C/F  | Polska            | Wątroba, Wojciech    | 1997-02-17     | 210 cm |            |
| 55 | PG   | Stany Zjednoczone | Harrow, Ryan         | 1991-04-22     | 188 cm |            |

Trener:  Wojciech Kamiński (trener koszykarski)
 Asystenci: Piotr Kardaś
W trakcie sezonu przyszli: Michael Fraser (29.01.2018), A.J. English (14.02.2018)

W trakcie sezonu odeszli: Kevin Punter (12.02.2018), Jarosław Trojan (6.03.2018)

## Grupy Młodzieżowe
Zespół RosaSport posiada dwie sekcje koszykarskie. W sezonie 2011/2012 Juniorzy starsi z rocznika 1993 i 1994 wywalczyli 4 miejsce w rozgrywkach mistrzostw Polski U20. W sezonie 2012/2013 zawodnicy z rocznika 1994, ponownie wywalczyli 4. miejsce w mistrzostwach Polski juniorów starszych. W sezonie 2013/2014 drużyna Juniorów Starszych (rocznik 1994) zdobyła Mistrzostwo Polski. Dla najmłodszych graczy w klubie MKS Piotrówka Radom działają sekcje rocznikowe:
- Junior (1997)
- Kadet (1998)
- Kadet (1999)
- Młodzi (2000)
- Młodzik Młodszy (2001)
- Pierwszy krok I, II (2002)
- Minikoszykówka I, II, III, IV, V, VI, VII (2003)